# アムステルゴールドレース2013
アムステルゴールドレース2013は、アムステルゴールドレースの48回目のレース。2013年4月14日に行われた。

## 参加チーム
UCIプロチーム
| チーム名                                | 国籍           | コード |
| --------------------------------------- | -------------- | ------ |
| AG2R・ラ・モンディアル                  | フランス       | ALM    |
| アルゴス・シマノ                        | オランダ       | ARG    |
| アスタナ                                | カザフスタン   | AST    |
| ブランコ                                | オランダ       | BLA    |
| BMC・レーシングチーム                   | アメリカ合衆国 | BMC    |
| キャノンデール                          | イタリア       | CAN    |
| エウスカルテル・エウスカディ            | スペイン       | EUS    |
| FDJ                                     | フランス       | FDJ    |
| ガーミン・シャープ                      | アメリカ合衆国 | GRS    |
| カチューシャ                            | ロシア         | KAT    |
| ランプレ・メリダ                        | イタリア       | LAM    |
| ロット・ベリソル                        | ベルギー       | LTB    |
| モビスター・チーム                      | スペイン       | MOV    |
| オリカ・グリーンエッジ                  | オーストラリア | OGE    |
| オメガファーマ・クイックステップ        | ベルギー       | OPQ    |
| レディオシャック・レオパルド            | ルクセンブルク | RLT    |
| チーム・サクソバンク - ティンコフバンク | デンマーク     | TST    |
| チーム・スカイ                          | イギリス       | SKY    |
| ヴァカンソレイユ・DCM                   | オランダ       | VCD    |

招待チーム
- アクセント・ジョブス - ワンティ（ ベルギー、AJW）
- クレラン - ユーフォニー（ ベルギー、CRE）
- チーム・ヨーロッパカー（ フランス、EUC）
- IAM（ スイス、IAM）
- ネタップ - エンデュラ（ ドイツ、TNE）
- トップスポート・フラーンデレン - バロワーズ（ ベルギー、TSV）

## 成績
- マーストリヒト 〜 リンブルフ州・ファルケンブルフ　251.8㎞

| 順位 | 選手名                     | 国籍           | チーム                           | 時間          |
| ---- | -------------------------- | -------------- | -------------------------------- | ------------- |
| 1    | ロマン・クロイツィガー     | チェコ         | チーム・サクソ - ティンコフ      | 6時間35分21秒 |
| 2    | アレハンドロ・バルベルデ   | スペイン       | モビスター・チーム               | +22秒         |
| 3    | サイモン・ジェラン         | オーストラリア | オリカ・グリーンエッジ           | 同            |
| 4    | ミハウ・クヴィアトコヴスキ | ポーランド     | オメガファーマ・クイックステップ | 同            |
| 5    | フィリップ・ジルベール     | ベルギー       | BMC・レーシングチーム            | 同            |
| 6    | セルヒオ・エナオ           | コロンビア     | チーム・スカイ                   | 同            |
| 7    | ビェルン・ルクマンス       | ベルギー       | ヴァカンソレイユ・DCM            | 同            |
| 8    | ピーター・ウェーニング     | オランダ       | オリカ・グリーンエッジ           | 同            |
| 9    | エンリコ・ガスパロット     | イタリア       | アスタナ                         | 同            |
| 10   | バウク・モレマ             | オランダ       | ブランコ                         | 同            |
| 24   | 新城幸也                   | 日本           | チーム・ヨーロッパカー           | +37秒         |